# Rumo
Rumo (do 1900 Rumes) – miejscowość i gmina we Włoszech, w regionie Trydent-Górna Adyga, w prowincji Trydent.
Według danych na rok 2004 gminę zamieszkiwały 814 osoby, 27,1 os./km².